# Epitola alba
Epitola alba är en fjärilsart som beskrevs av Jackson 1962. Epitola alba ingår i släktet Epitola och familjen juvelvingar. Inga underarter finns listade i Catalogue of Life.